# L'Aigle des mers (film, 1924)
Pour les articles homonymes, voir L'Aigle des mers.
Pour plus de détails, voir Fiche technique et Distribution.
L'Aigle des mers (The Sea Hawk) est un film américain réalisé par Frank Lloyd, sorti en 1924, adaptation du roman du même nom (en) de Rafael Sabatini.

## Synopsis
Un riche baronet, accusé à tort d'un meurtre, est contraint de vivre sur les mers où, après avoir été capturé par les Espagnols et fait esclave de galère, il deviendra Sakr-el-Bahr, un célèbre pirate... 

## Fiche technique
- Titre : L'Aigle des mers
- Titre original : The Sea Hawk
- Réalisation : Frank Lloyd
- Scénario : J. G. Hawks[1] d'après un récit de Rafael Sabatini
- Musique : Modest Altschuler, Cecil Copping (en) et John LeRoy Johnston
- Costumes : Walter J. Israel
- Directeur de la photographie : Norbert Brodine
- Montage : Edward M. Roskam
- Production : Frank Lloyd
- Société de production : Frank Lloyd Productions
- Distributeur : Associated First National Pictures
- Genre : Aventure
- Pays de production :  États-Unis
- Format : Noir et blanc - 35 mm - 1,33:1 - film muet avec intertitres anglais
- Durée : 123 minutes
- Date de sortie : 14 juin 1924

## Distribution
- Milton Sills : Sir Oliver Tressilian
- Enid Bennett : Lady Rosamund Godolphin
- Lloyd Hughes : Lionel Tressilian
- Wallace Beery : Capt. Jasper Leigh
- Marc McDermott : Sir John Killigrew
- Wallace MacDonald : Peter Godolphin
- Bert Woodruff : Nick
- Claire Du Brey : Siren
- Lionel Belmore : Justice Anthony Baine
- Christina Montt : L'infante d'Espagne
- Albert Prisco : Yusuf-Ben-Moktar
- Frank Currier : Asad-ed-Din
- William Collier Jr. : Marsak
- Medea Radzina : Fenzileh
- Fred DeSilva : Ali
- Kathleen Key : L'esclave Andalouse
- Hector Sarno : Tsmanni
- Robert Bolder : Ayoub
- Fred Spencer : Boatswain